# Xavier Ribas
Xavier Ribas, född den 16 februari 1976 i Terrassa, Spanien, är en spansk landhockeyspelare.
Han tog OS-silver i herrarnas landhockeyturnering i samband med de olympiska landhockeytävlingarna 2008 i Peking.